# 상사질권
상사질권이란 상행위에 대한 채권담보를 위해서 설정되는 질권이다.

## 조문
상법 제59조 (유질계약의 허용) 민법 제339조의 규정은 상행위로 인하여 생긴 채권을 담보하기 위하여 설정한 질권에는 적용하지 않는다.

## 같이 보기
- 대한민국 상법 제59조